# سقط مکرر
سقط مکرر به صورت ۳ بار یا بیشتر از دست دادن محصول حاملگی به‌طور پیاپی، در سه ماهه ی اول بارداری تعریف می‌شود. 

## انواع
1. اولیه در این حالت هیچ گاه بارداری موفقیت‌آمیز روی نداده است.
2. ثانویه در این حالت پس از یک تولد زنده سقط‌های مکرر روی می‌دهد.

## ارزیابی بیمار
در مجموع در بیشتر بیماران پس از ۲ تا ۳ بار سقط پیاپی باید ارزیابی‌های لازم صورت گیرد.
برای ارزیابی سقط مکرر، علاوه بر گرفتن شرح حال و انجام معاینه بالینی، از آزمون‌های زیر استفاده می‌شود
1. بررسی کروموزوم والدین
2. بررسی آنتی کوآگولان لوپوسی و آنتی کاردیولیپین
3. ارزیابی حفره رحم با روش تصویربرداری از رحم و لوله‌های رحم
4. بررسی کروموزومی محصول حاملگی
5. تست (TORCH (Toxo plasmosis, Rubella, Cytomegalovirus, Herpes Simplex Virus type II, Listeria
6. تست‌های HIV،هپاتیت BوC
7. MTFHR
8. PAI-1

## علل
- اختلالات ساختمانی رحم
- مشکلات هورمونی
- اختلالات کرموزومی
- سندرم تخمدان پلی‌کیستیک
- بیماری‌های خودایمنی
- اختلالات همراه با افزایش انعقاد پذیری